# Alqueria del Magistre
L'alqueria del Magistre, ubicada a Alboraia, data del segle xi; està envoltada d'horta i camps de xufa; es tracta d'una casa senyorial tradicional i constitueix un testimoni arquitectònic de l'horta valenciana de gran valor, que reflecteix la manera de viure dels seus habitants al llarg dels darrers segles.
D'origen àrab, és una de les més ben conservades de l'horta i actualment acull el Museu de l'orxata i la xufa, on s'explica el significat d'aquesta tradició, com s'elabora l'orxata, com es conrea i es cura la xufa, com es comercialitza actualment i com es feia a principis del segle xx. La vista a part de l'interior de l'habitatge és permesa, i se'n conserven molts dels elements originals.
A la zona coberta de l'antiga bassa, s'ha habilitat també un Museu de l'Horta, amb objectes relacionats amb l'agricultura tradicional de l'horta valenciana, on es poden conèixer mètodes agrícoles i algunes de les eines que els llauradors feien servir en el camp.